# (31414) Rotarysusa
(31414) Rotarysusa (1999 AV22) – planetoida z pasa głównego asteroid okrążająca Słońce w ciągu 3,4 lat w średniej odległości 2,26 j.a. Odkryta 14 stycznia 1999 roku.